# Unser Land
 (avril 2025).
Si vous disposez d'ouvrages ou d'articles de référence ou si vous connaissez des sites web de qualité traitant du thème abordé ici, merci de compléter l'article en donnant les références utiles à sa vérifiabilité et en les liant à la section « Notes et références ».
Unser Land, qui sous-titre son nom en alsacien par la mention « mouvement alsacien », est un parti politique alsacien.
Basant sa politique sur des principes fédéralistes et autonomistes, il aspire à une Alsace dotée d'une constitution, d'un parlement, d'un gouvernement et d'une administration propre.

## Histoire

### Création
Unser Land a été créé à la suite de la fusion de l’Union du peuple alsacien / Elsässische Volksunion avec Fer's Elsass le 31 octobre 2009.

### Conseil unique d'Alsace
En 2013, Unser Land participe à la campagne référendaire visant à instaurer un Conseil unique d'Alsace.

### 2021
Le député européen François Alfonsi apporte son soutien à Thiébault-Valéry Zitvogel, candidat d'Unser Land aux élections départementales pour le canton de Sélestat.

### Élections européennes de 2024
Le parti se désolidarise de la liste commune menée avec EELV.

## Programme et orientations
Unser Land est un mouvement autonomiste d'inspiration personnaliste[réf. nécessaire] et qui proclame ne pas faire de distinction de religion, de conviction, d'appartenance ethnique ou linguistique. Il veut favoriser le principe d'une démocratie locale dans une démocratie française où beaucoup de pouvoirs sont centralisés et réclame un statut régissant l'organisation des pouvoirs publics similaires à ceux qui sont en vigueur dans d'autres régions d'Europe telles que le Tyrol du Sud, les länder allemands ou les cantons suisses. Par son positionnement démocrate chrétien (lors d'une interview dans le cadre des élections régionales de décembre 2015, Jean-Georges Trouillet déclare : « En grande majorité, je dirais dans les 80%, nous sommes plutôt un parti de centre-droit ») sur l'échiquier politique, Unser Land réfute toute convergence avec le parti régionaliste Alsace d'abord, proche de l'extrême droite.

### Administration

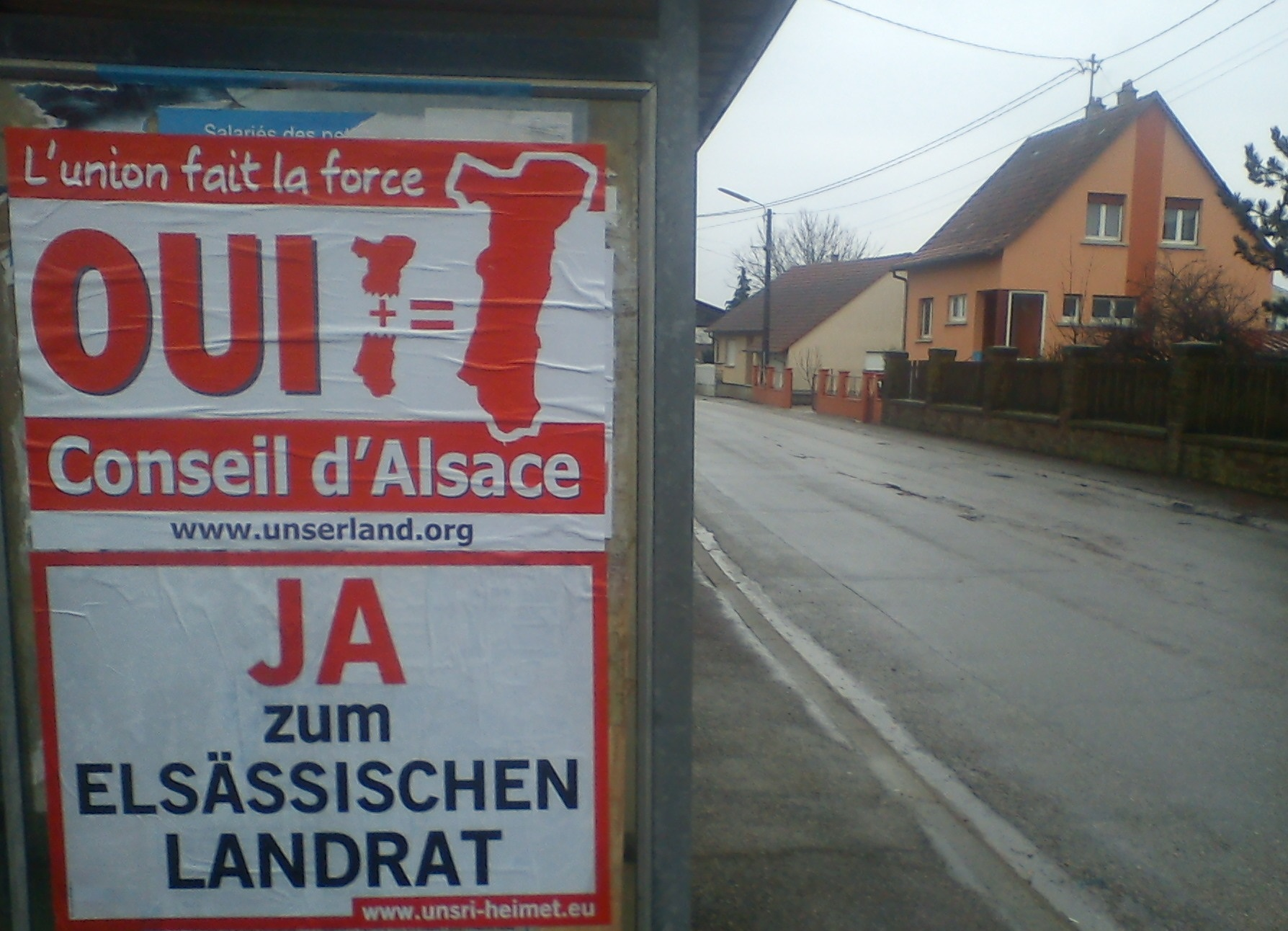
Affiches en faveur du référendum d'avril 2013 visant à instituer un Conseil unique d'Alsace.

Il préconise un statut spécifique de l'Alsace passant par la suppression des deux départements (Haut-Rhin et Bas-Rhin) et leur union en une région « forte ». Le parti souhaite aussi doter l'Alsace d'une Constitution, d'un Parlement, d'un gouvernement et d'une administration autonomes. Cette évolution doit d'abord se faire dans le cadre français pour, à terme, faire de l'Alsace une région autonome au sein d'une Europe fédérale.

### Culture
Concernant la langue, Unser Land souhaite généraliser le bilinguisme à tous les échelons pour préserver l'alsacien. Il souhaite que l'ensemble des questions sociales se règlent au niveau régional. Il propose la taxation des revenus sur le capital, plutôt que celle sur le travail et veut l'accès égal à tous aux soins et aux prestations sociales.

### Environnement
En matière environnementale, Unser Land entend s'attaquer au problème des transports, en favorisant les circuits courts (démarche qui entre dans le cadre de la sobriété) et en développant les transports sur rail (mesure qui s'inscrit dans l'efficacité énergétique  -voir efficacité énergétique dans les transports). Fort logiquement, Unser Land s'oppose au GCO et à ce qu'il considère comme le saccage du Kochersberg.

### Éducation
Il a pour projet de généraliser l'apprentissage de l'alsacien et de l'allemand dès l'école maternelle et d'instaurer le bilinguisme de la maternelle à l'université.

## Positionnement politique
Le parti défend des positions fédéralistes et autonomistes.
il considère l'Alsace comme une nation à part entière qui doit être dotée d'une constitution, d'un parlement, d'un gouvernement et d'une administration propre.

## Place dans le paysage politique

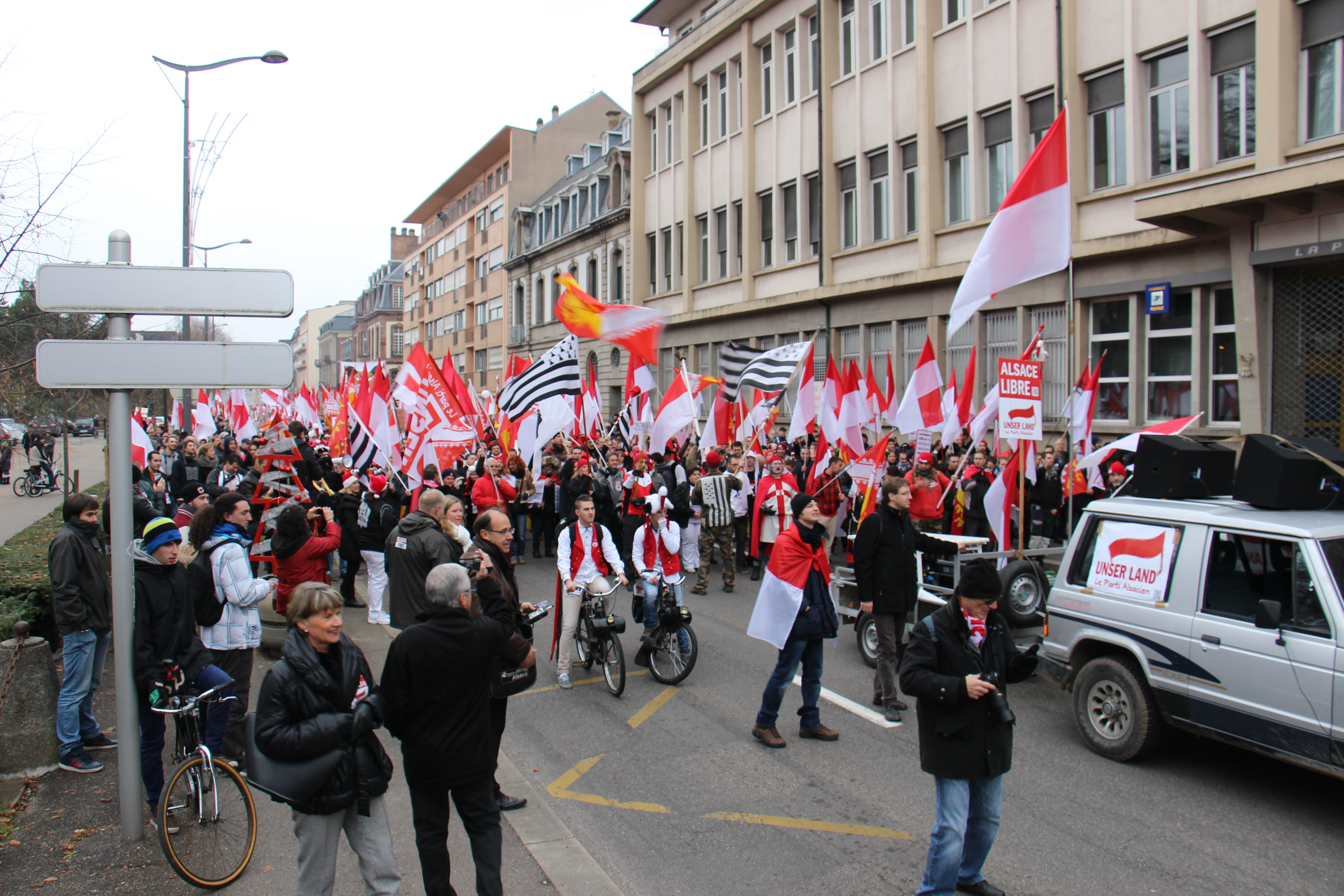
Manifestation anti-fusion à Mulhouse le 7 décembre 2014

Unser Land a organisé des rassemblements de rue à Strasbourg en 2012 pour le centième anniversaire de la rédaction de la constitution du Land autonome d'Alsace-Lorraine, puis à Colmar en 2014. Le 30 novembre 2014, alors que des organisateurs regroupés sous le nom Les Alsaciens réunis qui avaient négocié avec la préfecture du Haut-Rhin le parcours d'une manifestation de protection contre la fusion projetée de l'Alsace avec les régions Lorraine et Champagne-Ardenne, l'ont finalement annulé, car le préfet avait fait état de renseignements de police sur l'éventuelle venue de personnes violentes.

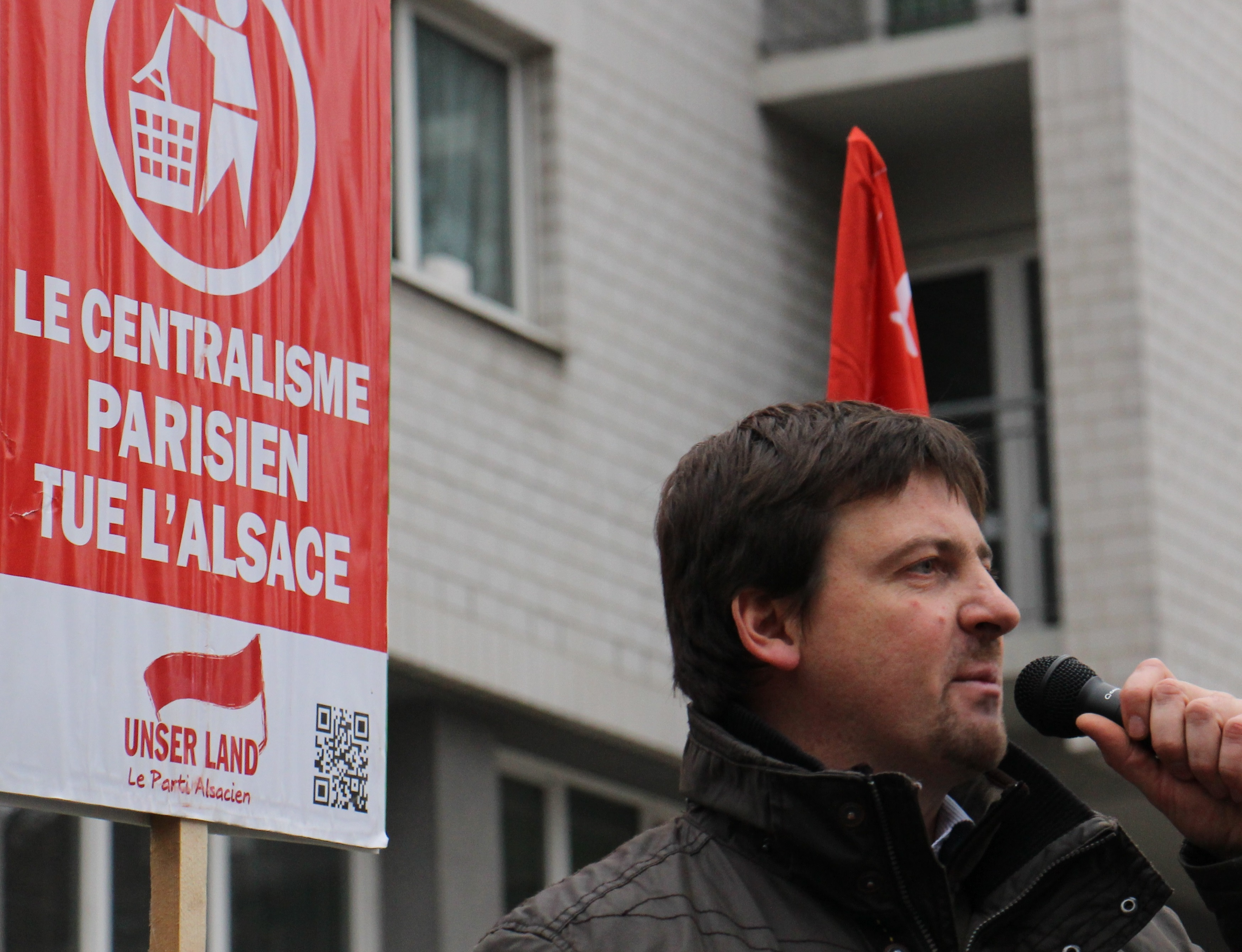
Jean-Georges Trouillet prenant la parole lors de la manifestation anti-fusion de Mulhouse le 7 décembre 2014.

Bien que cela ne soit plus dans un cadre légal, Unser Land a maintenu cette manifestation qui, avec 2 000 à 3 000 participants, dont de nombreux élus importants (le président du Conseil général du Haut-Rhin, Charles Buttner, par exemple), lui a permis de se mettre en vedette dans le médias locaux. Aucun incident particulier n'a été remarqué.
Unser Land a tenu sa première université d'été le 19 septembre 2015 en présence notamment de Charles Buttner, Jean-Jacques Weber (ancien député et ancien président du Conseil général du Haut-Rhin) et Henri Goetschy (ancien sénateur et ancien président du Conseil Général du Haut-Rhin).
Le 12 novembre 2015, Unser Land rencontre André Vallini, Secrétaire d’État à la réforme des collectivités. Ce dernier aurait déclaré « qu’aux yeux du Gouvernement, les élections régionales de décembre auront valeur de referendum et qu’il tiendrait compte du score d’Unser Land et de la liste Non à l'ACAL, OUI à nos Régions ! pour apprécier l’avenir de la fusion de l’Alsace ». À la suite des élections régionales de 2015, le parti écrit à Manuel Valls le 10 décembre, utilisant le score au territoire d'Alsace de 2015, pour demander un geste fort en rappelant la promesse du 12 novembre. Cette lettre est laissée sans réponse publiée[réf. nécessaire].

## Présidents

### Andrée Munchenbach: 2012 - 2019
Andrée Munchenbach, a commencé chez EELV. Puis elle est élue conseillère générale sans étiquette sur le canton de Schiltigheim, avant de passer au Modem.
Mais, après qu'elle eut demandé que le drapeau alsacien flottât sur l'hôtel de ville de Schiltigheim et écrit au président allemand pour lui demander, à l'occasion du centenaire de la Première Guerre mondiale, de défendre la mémoire des 96 % de soldats alsaciens morts sous l'uniforme allemand, elle s'est brouillée avec le maire Jean-Marie Kutner qui lui a retiré ses délégations au lendemain des élections départementales où le binôme autonomiste qu'elle présentait n'avait pas obtenu 10 % des voix.

### Jean-Georges Trouillet: 2009-2012 et depuis 2019

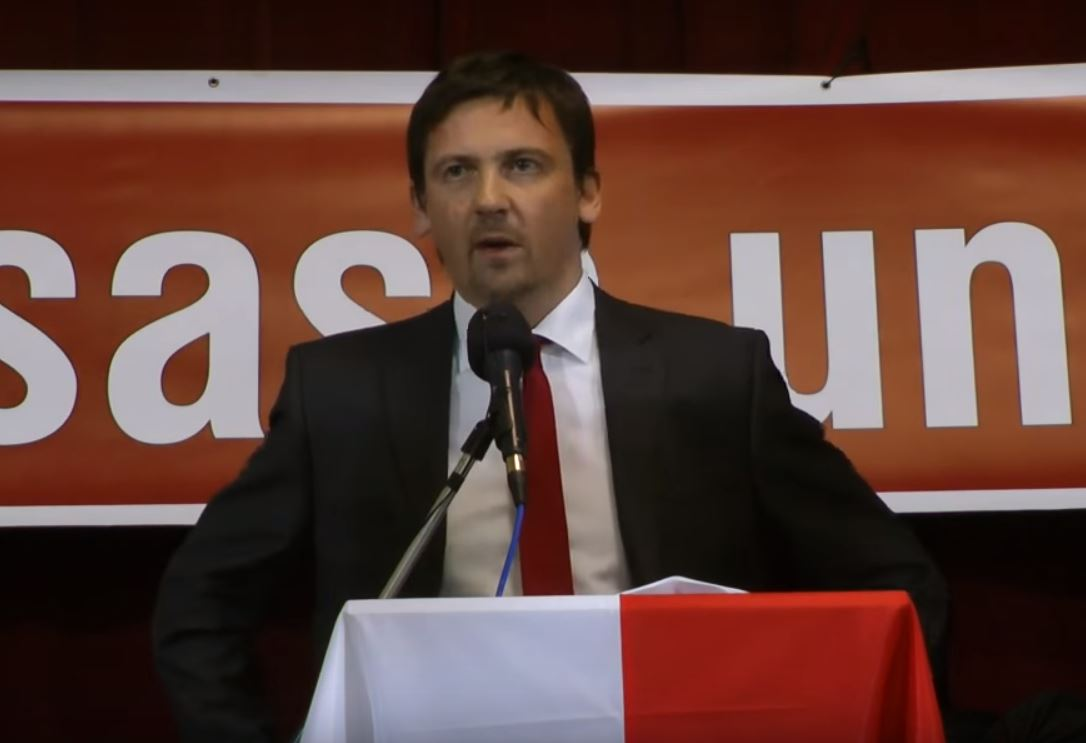
Jean-Georges Trouillet lors de la campagne des élections régionales de 2015

Né le 27 novembre 1977 à Schiltigheim (Bas-Rhin), Jean-Georges Trouillet est ingénieur en génie-civil diplômé de l'ENSAIS et titulaire d'un master en management de l'EM Strasbourg Business School. Il intègre l'Union du peuple alsacien pendant ses études et en devient le secrétaire en 1998. Par la suite, il fonde l'association de jeunes Fer's Elsass en 2001 puis s'engage dans une campagne de réhabilitation du drapeau de l'Alsace en publiant en 2006 un ouvrage sur l'histoire de ce drapeau.
Jean-Georges Trouillet fonde Unser Land en 2009 et en devient le premier président. En 2012, il prend le poste de secrétaire général et porte-parole. Candidat aux élections départementales dans le canton de Wintzenheim en 2011, il obtient le score de 5,84 %. À nouveau candidat en 2015 dans le même canton, il atteint cette fois-ci 14,02 %. La même année, il prend la tête de la liste Non à l'ACAL, oui à nos régions aux élections régionales de 2015.
En 2020, au congrès de Lorient de la fédération Régions et peuples solidaires, il est élu porte-parole de la fédération.

## Résultats électoraux

### Élections législatives
Unser Land présente un candidat pour les élections législatives de 2012. Il s'agit de Denis Lieb, ancien conseiller général du Bas-Rhin (1998-2011, initialement pour le RPR puis réélu en tant qu'indépendant en 2004) et ancien adjoint au maire de Sarre-Union, qui se présente dans la septième circonscription du Bas-Rhin. Il s'était notamment illustré en 2008 en décidant de ne plus s'exprimer qu'en alsacien pendant trois mois en protestation contre la décision du Sénat de supprimer l'amendement sur les langues régionales. Sa suppléante est Andrée Munchenbach. Il récolte 4 457 voix, soit 9,65 %.

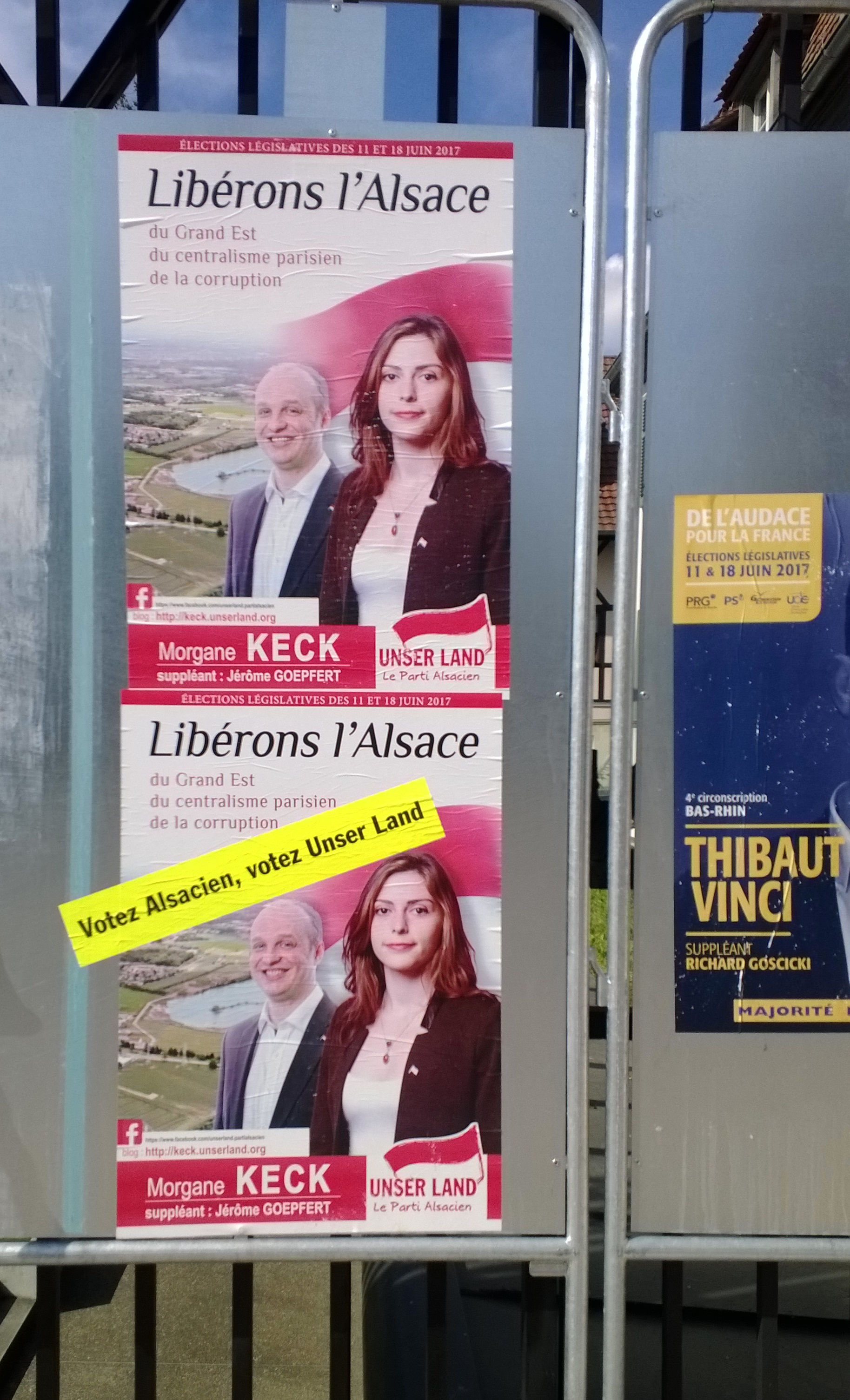
Affiche électorale Unser Land - Législatives juin 2017 - Quatrième circonscription du Bas-Rhin

Dans le cadre de l'élection législative partielle de la première circonscription du Bas-Rhin qui se tient les 22 et 29 mai 2016, le parti autonomiste présente un candidat, Jean Faivre, qui obtient le score de 3,82 % au premier tour.
En 2017, Unser Land présente un candidat dans toutes les circonscriptions d'Alsace, soit 15 au total. Cette élection est marquée par la présence au second tour de Gérard Simler dans la cinquième circonscription du Bas-Rhin. C'est la première fois de l'histoire du parti qu'un candidat du mouvement se qualifie au second tour d'une élection législative. Gérard Simler rassemble 45,86 % des suffrages au second tour. Avec un peu plus de 40 000 voix au premier tour, Unser Land revendique la première place des partis régionalistes en nombre de voix à cette élection.

### Élections régionales 2010
Dans le cadre des élections régionales de 2010, une alliance est conclue entre Unser Land et Europe Écologie Alsace. Cette liste a récolté le score de 15,60 % au premier tour avant de fusionner avec la liste socialiste au second tour et de réaliser le score de 29,79 %. Toutefois, l'alliance avec le parti écologiste ne dure pas, en raison de divergences sur le régionalisme et sur des positions d'Unser Land en rapport avec l'histoire (volonté de détruire le monument représentant Turenne à Turckheim, car considéré comme symbole du jacobinisme français pour les autonomistes, ou encore un communiqué à propos de la commémoration de la libération de la poche de Colmar qui critiquait la présence excessive, jugée nationaliste, de drapeaux français à cette commémoration sans pour autant mentionner le nazisme).

### Élections régionales 2015
Le 30 mai 2015, Unser Land déclare s'engager dans la campagne des élections régionales de 2015. Paul Mumbach, le maire de Dannemarie et président de la Fédération démocratique alsacienne (dont est membre Unser Land), a annoncé la participation des autonomistes alsaciens aux élections régionales lors d'une fête régionale dans sa commune. Le 9 octobre 2015, Unser Land annonce son alliance avec le Parti lorrain, le Parti mosellan ainsi que l'AEI sous la bannière « Non à l’Acal, oui à nos régions ! ». La liste est conduite par Jean-Georges Trouillet, vice-président du parti. Andrée Munchenbach, présidente du parti, est tête de liste départementale du Bas-Rhin, Nadia Hoog est la tête de liste départementale du Haut-Rhin.
La liste « Non à l’Acal, oui à nos régions ! » obtient 4,73 % des voix au premier tour sur l'ensemble de la région Grand Est, faisant ses meilleurs scores en Alsace (12,64 % dans le Haut-Rhin et 10,07 % dans le Bas-Rhin). Ce score ne lui permet ni d'atteindre le second tour ni de fusionner avec une liste présente au second tour. Unser Land appelle à voter blanc pour le second tour.

### Élections régionales 2021

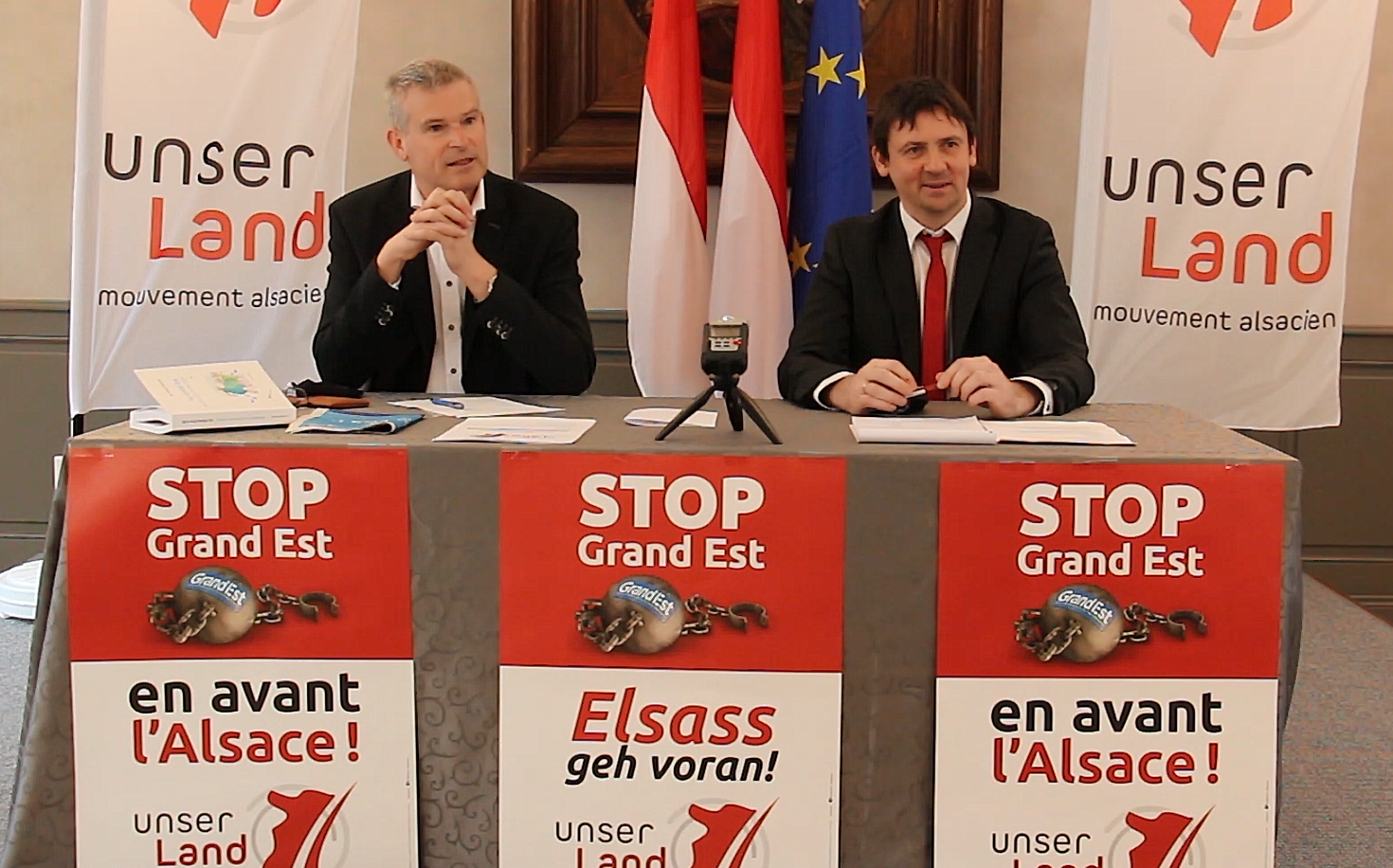
Conférence de presse de Jean-Georges Trouillet et de Martin Meyer, annonçant la tête de liste pour les élections régionales 2021.

Unser Land annonce en mars 2021 présenter une liste aux élections régionales prévues en juin 2021. La tête de liste est Martin Meyer, ingénieur, secrétaire général de Unser Land et ancien suppléant aux législatives 2017 de Gérard Simler.
La liste obtient 3,67 % des voix au premier tour sur l'ensemble de la région Grand Est (9,37 % en Alsace). Ce score ne lui permet ni d'atteindre le second tour ni de fusionner avec une liste présente au second tour. Unser Land appelle à voter Brigitte Klinkert au second tour, pour "éviter que la liste de Jean Rottner arrive en tête en Alsace".

### Élections cantonales et départementales
Aux élections cantonales de 2011 dans le Bas-Rhin, David Heckel, un candidat du parti, est élu conseiller général du canton de Sarre-Union au second tour avec 54,79 % des voix face au candidat de l'UMP. Il démissionne en juillet de l'année suivante pour raisons personnelles. Sa suppléante Camille Grossiord ne souhaitant pas siéger, une nouvelle élection a eu lieu où un candidat UMP a été élu face à un candidat divers droite.
Les scores des autres candidats du parti avoisinent en moyenne les 3 à 5 % : Lucien Baltzer a obtenu 4,98 % des voix dans le canton d'Obernai, Jérôme Goepfert, dans le canton de Geispolsheim a obtenu 4,12 % et Éric Schaeffer, dans le canton de Wissembourg, a récolté 3,87 %. Dans le Haut-Rhin, François Marx a obtenu 2.95% dans le canton d'Altkirch, Daniel Willmé a obtenu 2.70% canton de Masevaux. Dans le canton de Wintzenheim, Jean-Georges Trouillet, le président du mouvement, atteint 5.84% et dépasse ainsi la barre des 5%.
En 2015, le parti régionaliste profite d'un contexte favorable avec les protestations suscitées par la réforme territoriale. Pour les élections départementales, il présente treize binômes dans le Bas-Rhin et en soutient deux autres (un centriste dans le canton de Bischwiller et un régionaliste dans le canton de Reichshoffen). Dans le Haut-Rhin, Unser Land présente sept binômes et soutient deux binômes régionalistes (dans le canton de Masevaux et le canton d'Altkirch). Aucun de ces binômes n'a passé le premier tour mais les scores sont nettement plus importants : de 5 % en zones urbaines jusqu'à 20 % en Outre-Forêt et dans le Sundgau, pour une moyenne de 13,8 %. Avec un total de 44 712 voix obtenues par ses candidats (hors soutien et alliances), Unser Land devient le troisième parti d'Alsace en nombre de voix.

### Élections municipales
Lors des élections municipales de 2014, Unser Land totalise onze élus (membres du parti ou sympathisants) sur toute l'Alsace.
Pour les élections municipales de 2020, Unser Land adopte une stratégie différente selon les villes. Ainsi, à Strasbourg Unser Land présente des candidats sur la liste de Chantal Cutajar puis soutien au second tour la candidate d'Europe Écologie Les Verts Jeanne Barseghian. À Colmar le parti s'allie au Modem et au candidat Éric Straumann (Les Républicains) tandis qu'à Mulhouse Unser Land appelle à faire battre la liste de la maire sortante Michèle Lutz (Les Républicains).
Unser Land était présent sur la liste du candidat Modem à Colmar, Tristan Dénéchaud qui a fusionné sa liste avec celle d'Éric Straumann pendant l'entre-deux tours. La victoire de cette liste a permis à Unser Land d'obtenir deux conseilleurs municipaux à Colmar, dont une adjointe (Nadia Hoog).

### Élections sénatoriales
Unser Land annonce son intention de se présenter aux élections sénatoriales de 2020. Dans un premier temps le parti entame des discussions pour le Bas-Rhin avec le Mouvement pour l'Alsace du sénateur sortant et ancien président du Conseil régional d'Alsace, André Reichardt. Cependant le refus de ce dernier d'intégrer Andrée Munchenbach dans sa liste a pour effet de mettre un terme aux négociations entre les deux formations.
Finalement, Unser Land décide de participer à deux listes d'union des autonomistes dans les deux départements alsaciens. La liste présente dans le Haut-Rhin est menée par Jean-Georges Trouillet.

## Polémiques
En 2023, Jean-Georges Trouillet accuse Boris Ravignon, maire de Charleville-Mézières et ancien vice-président du Grand Est, d'étouffer la population d'Alsace avec la nouvelle région Grand Est.

## Relations internationales
Le parti est membre de la fédération Régions et peuples solidaires et de l'Alliance libre européenne. De tendance démocrate chrétienne, il se distingue du parti régionaliste identitaire Alsace d'abord. Les seuls mandats politiques détenus actuellement par ses membres sont au niveau municipal et communautaire. Il arbore les couleurs rouge et blanc du drapeau historique alsacien. En mars 2015, le parti dénombre 550 adhérents.